# Hard Again
Albums de Muddy Waters
Live at Jazz Jamboree '76
(1976) I'm Ready
(1978)
Hard Again est un album de Blues électrique de Muddy Waters paru sur le label de Johnny Winter, Blue Sky. C'est aussi l'album du come back du bluesman américain, son précédent album studio original était After the Rain en 1969. Johnny Winter produit et joue sur cet album.
Hard Again fut nommé et obtint le Grammy dans la catégorie Best Ethnic or Traditionnal Recording lors de la cérémonie des 20e Grammy Awards en 1977.

## Liste des titres
- Les titres sont signés McKinley Morganfield sauf indications.

1. Mannish Boy (Morganfield / Ellas McDaniel / Mel London) - 5:23
2. Bus Driver - 7:44
3. I Want to Be Loved (Willie Dixon) - 2:20
4. Jealous Hearted Man - 4:23
5. I Can't Be Satisfied - 3:28
6. The Blues Had a Baby and They Named It Rock and Roll (#2) (Morganfield / Brownie McGhee) - 3:35
7. Deep Down in Florida - 5:25
8. Crosseyed Cat - 5:59
9. Little Girl - 7:06

## Musiciens
- Muddy Waters : chant, guitares.
- Johnny Winter : guitares, chœurs.
- James Cotton : harmonica.
- Pinetop Perkins : piano.
- Bob Margolin : guitare.
- Willie "Big Eyes" Smith : batterie, percussions.
- Charlie Calmese : basse.